# Литлтон, Реймонд Артур
Реймонд Артур Литлтон (англ. Raymond Arthur Lyttleton, 1911—1995) — английский астроном и математик.

## Биография
Родился в Олдбери, графство Уэст-Мидлендс, окончил King Edward VI Five Ways School в Бирмингеме, после чего поступил в Клэр-колледж Кембриджского университета, который окончил в 1933 году. С 1937 по 1959 годы преподавал математику в Сент-Джон-колледже Кембриджского университета, с 1959 по 1969 — преподавал там же теоретическую астрономию, после чего был назначен на специально созданную должность профессора теоретической астрономии.
Автор ряда работ в области теоретической астрофизики, космогонии и геофизики. В 1936 году разработал гипотезу происхождения Солнечной системы из двойной звезды, в которой разрешил основную трудность других космогонических гипотез с объяснением распределения углового момента в системе. Выдвинул гипотезу, согласно которой Плутон когда-то был спутником Нептуна. В конце 1930-х годов совместно с астрономом и космологом Ф. Хойлом выполнил серию работ по теории внутреннего строения и эволюции звезд. Разработал одну из первых теорий строения красных гигантов, первым рассчитал зависимости «масса-светимость» и «масса — радиус» для моделей звёзд, у которых источником энергии служат ядерные реакции. Развил теорию аккреции межзвёздного вещества звёздами, показав значение межзвёздной среды для эволюции звезд. На основе теории аккреции создал новую теорию происхождения комет.
В работах по теоретической геофизике впервые указал на необходимость учёта гидродинамических свойств жидкого ядра при изучении вращения Земли.
В 1956 году выступил на BBC с 5-серийной научно-популярной передачей «Современная Вселенная» (The Modern Universe).
Член Лондонского королевского общества (1955).
В 1939 году женился на Мив Хобден.

## Награды
- Золотая медаль Королевского астрономического общества (1959);
- Королевская медаль Лондонского королевского общества (1965).

## Публикации
- The Comets and Their Origin (1953)
- The Stability of Rotating Liquid Masses (1953)
- The Modern Universe (1956)
- Rival Theories of Cosmology (1960)
- Man’s View of the Universe (1961)
- Mysteries of the Solar System (1968)
- The Earth and its Mountains (1982)
- The Gold Effect (1990).